# NGC 6738
NGC 6738 (również OCL 101) – grupa gwiazd znajdująca się w gwiazdozbiorze Orła. Odkrył ją John Herschel 29 lipca 1829 roku. Prawdopodobnie nie jest to gromada otwarta, choć niektóre źródła (w tym najnowsza wersja katalogu Catalog of Optically Visible Open Clusters and Candidates z 2014 roku) tak właśnie klasyfikują ten obiekt.